# Septsarges
Septsarges é uma comuna francesa na região administrativa de Grande Leste, no departamento de Meuse. Estende-se por uma área de 8,86 km². Em 2010 a comuna tinha 49 habitantes (densidade: 5,5 hab./km²).